# Nizami (Goranboy)
Nizami è un comune dell'Azerbaigian situato nel distretto di Goranboy. 